# معادله

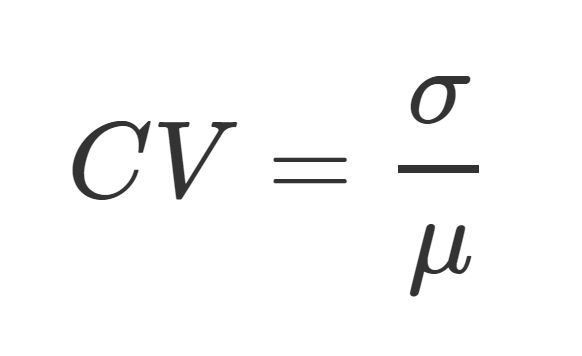
تصویری از یک معادله‌ی ریاضی

معادله (به انگلیسی: Equation) در ریاضیات بیان برابری دو چیز با استفاده از نمادهاست. در تمام معادله‌ها علامت تساوی (=) دیده می‌شود. هر معادله دو طرف دارد که در دو طرف علامت تساوی ظاهر می‌شود. مثل a+b  یک عبارت جبری است و عبارت جبری تکامل یافته را معادله می دانند، مثل مثال زیر: 
2a+5b=c+2  این را یک معادله ۲ مجهولی ساده می نامند. ما چندین نوع معادله داریم.

## تعریف معادله در ریاضیات
معادله دو نوع است معادله خطی و غیر خطی. معادلاتی که مجهول آن‌ها دارای توان یک می‌باشد، معادله خطی و معادلاتی که مجهول آن‌ها دارای توان بیشتر از یک می‌باشد معادله غیر خطی می‌گویند. در ریاضی معادله معمولاً بیان برابری دو عبارت است که در یکی یا هر دوی آن‌ها متغیر یا متغیرهایی وجود دارند.
در معادله‌هایی که فارغ از ارزش (یا مقدار) متغیرها همواره درست باشند، اتحاد نامیده می‌شوند. مثلاً معادله
{\displaystyle x-x=0}
اتحاد است چون {\displaystyle x} هر چه باشد این برابری همواره درست است؛ ولی معادله
{\displaystyle x+1=2}
اتحاد نیست چون فقط اگر مقدار {\displaystyle x} عدد ۱ باشد این برابری برقرار است. مقادیری از متغیرها را که باعث برقراری رابطۀ برابری در معادله می‌شود، «جواب معادله» می‌نامند. مثلاً در مثال قبل عدد ۱ جواب معادله است. یافتن جواب معادله را «حل معادله» می‌نامند.

## حل معادله
برای حل معادله باید از توابع استفاده کرد مثلاً تابع {\displaystyle f(x)=x-1} را بر دو طرف تساوی اثر داده و معادلۀ جدیدی بدست می‌آوریم مثلاً در مثال قبل بدست می‌آوریم:
{\displaystyle x+1-1=2-1}
{\displaystyle x=1}
برای این‌که به جواب برسیم باید توابعی را اثر دهیم که {\displaystyle x} تنها در یک طرف معادله باشد. نکته مهم اینجاست که وقتی تابع یک به یک باشد جواب دو معادله با هم برابر است.